# Marcatré
Marcatrè. Rivista di cultura contemporanea è stata una rivista di arte contemporanea, letteratura, architettura e musica, fondata e diretta da Eugenio Battisti, attiva dal 1963 al 1970. Fu pubblicata dall'artista ed editore Rodolfo Vitone di Genova e, dal 1965, dalla Lerici di Milano.

## Storia di Marcatré
Fondata a Genova nel novembre del 1963 era legata al Gruppo 63 e nacque nel contesto dell'ambiente intellettuale delle riviste letterarie dell'epoca, facenti capo principalmente a Il Verri. A differenza di questa testata, Marcatrè assunse la forma del notiziario e del bollettino breve e non pubblicò numeri unici monotematici. Fu caratterizzata da un impianto transdisciplinare che si vide riflesso nella composizione del comitato direttivo, composto solo in parte minoritaria da letterati, al cui fianco lavorarono studiosi provenienti dai campi dell'architettura, della pittura, della fotografia e della musica. Fecero parte del comitato direttivo Gillo Dorfles, Edoardo Sanguineti, Umberto Eco, Paolo Portoghesi, Vittorio Gregotti, Vittorio Gelmetti, Sylvano Bussotti, Roberto Leydi, Diego Carpitella, Vittorio Pandolfi, Enrico Crispolti. Ne è stato Redattore Responsabile Magdalo Mussio.
Vi hanno scritto anche Germano Celant, Renato Barilli, Lamberto Pignotti, Stefano Docimo, Lamberto Pignotti, Jannis Kounellis e altri.
A seguito della crisi del Gruppo 63 e grazie a un riassetto gestionale la testata si trasferì a Milano e fu ripensata in veste di vera e propria "rivista di cultura". Sopravvisse comunque solo fino al 1970.